# Ephippiger discoidalis
Ephippiger discoidalis är en insektsart som beskrevs av Franz Xaver Fieber 1853. Ephippiger discoidalis ingår i släktet Ephippiger och familjen vårtbitare. Inga underarter finns listade i Catalogue of Life.

## Bildgalleri

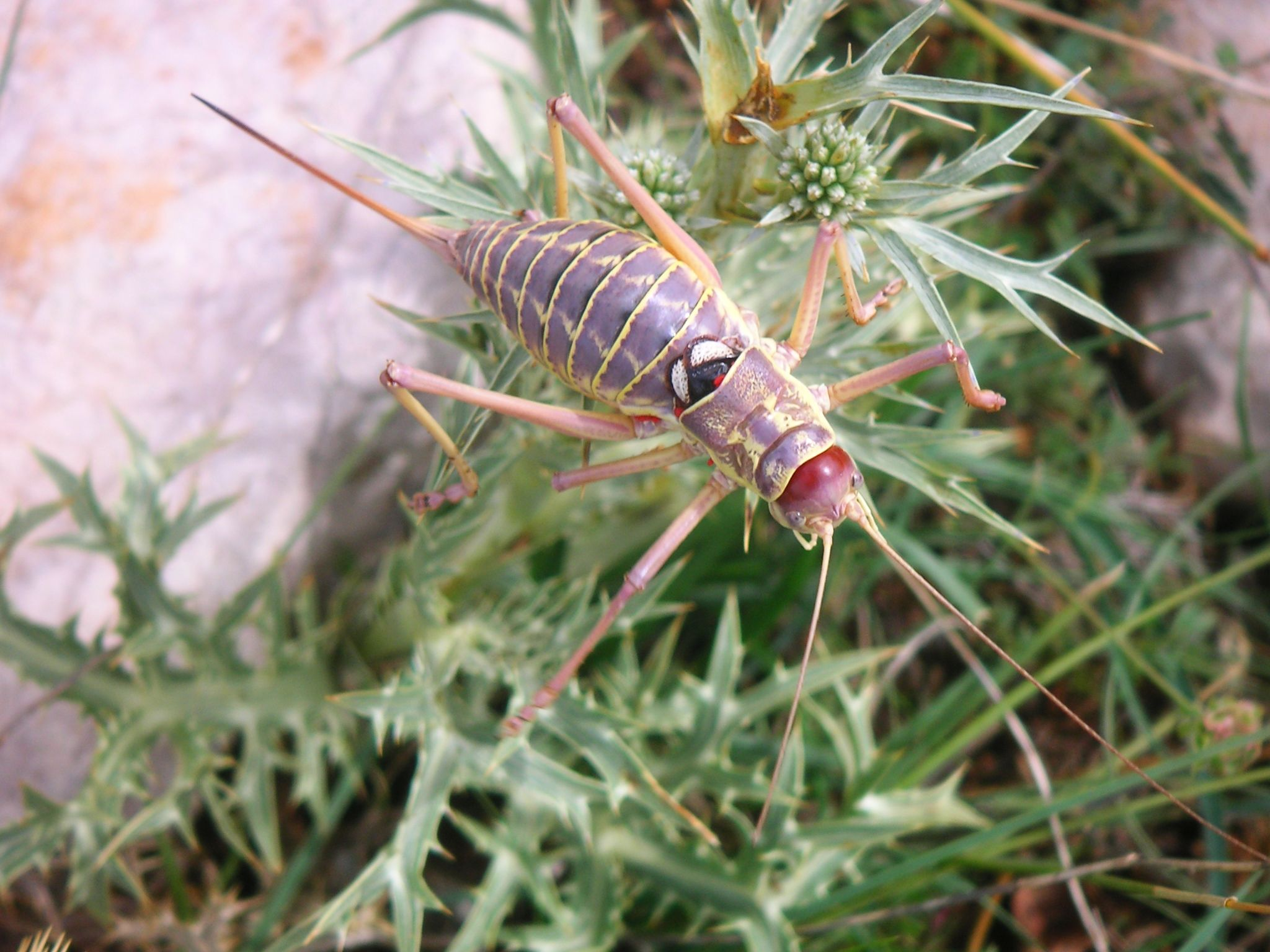